# Odprto prvenstvo ZDA 1998
Odprto prvenstvo ZDA 1998 je teniški turnir za Grand Slam, ki je med 31. avgustom in 13. septembrom 1998 potekal v New Yorku.

## Moški posamično
Patrick Rafter :  Mark Philippoussis, 6–3, 3–6, 6–2, 6–0

## Ženske posamično
Lindsay Davenport :  Martina Hingis, 6–3, 7–5

## Moške dvojice
Sandon Stolle /  Cyril Suk :  Mark Knowles /  Daniel Nestor, 4–6, 7–6, 6–2

## Ženske  dvojice
Martina Hingis /  Jana Novotná :  Lindsay Davenport /  Natalija Zverjeva, 6–3, 6–3

## Mešane dvojice
Serena Williams /  Maks Mirni :  Lisa Raymond /  Patrick Galbraith, 6–2, 6–2